# Quint Antisti Advent

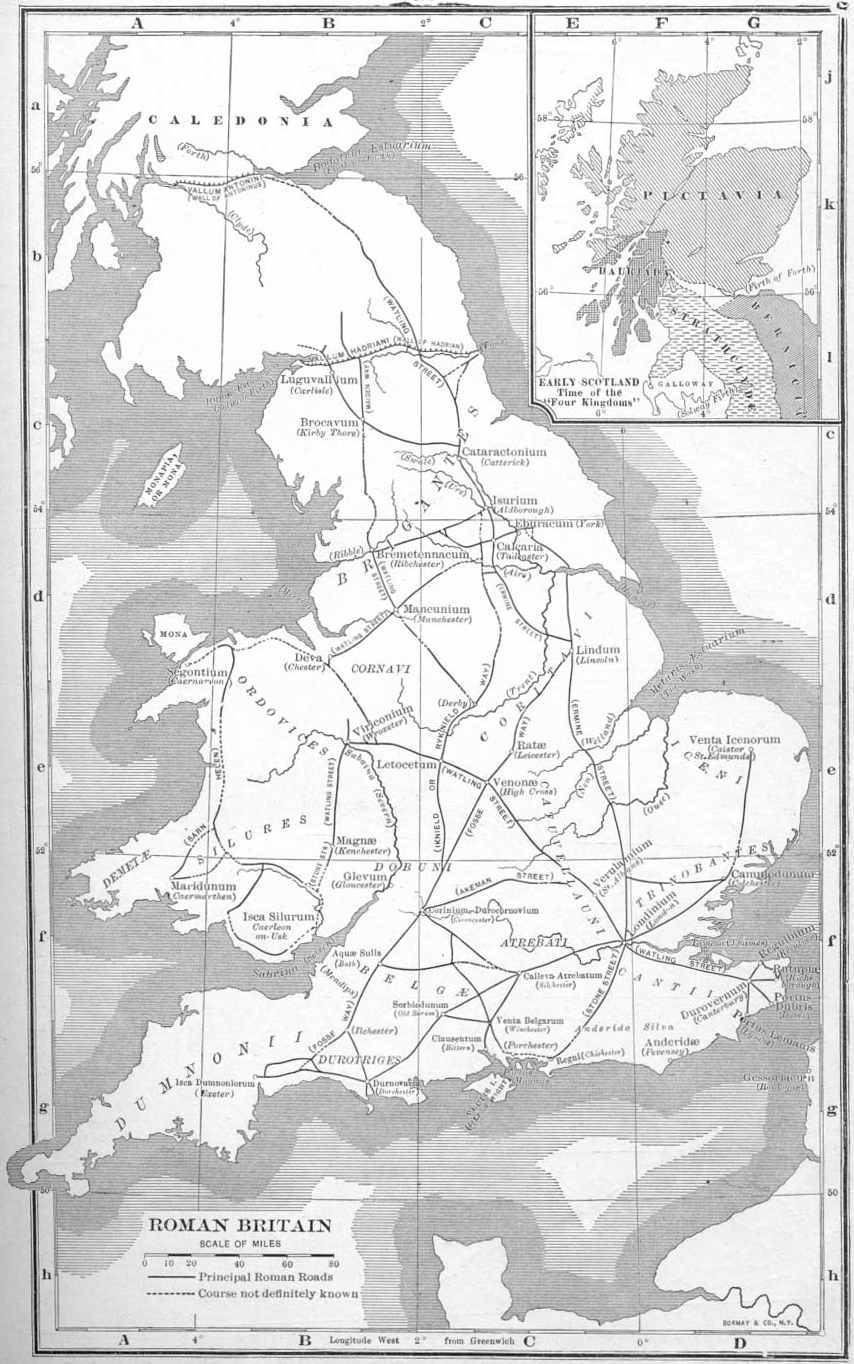
Britànnia Romana.

Quint Antisti Advent va ser un polític i militar romà, governador de Britànnia durant la segona meitat del segle ii. Pertanyia a la gens Antístia, una família romana plebea. El seu nom complet era Quintus Antistius Adventus Postumius Aquilinus.
Va servir en les Guerres Pàrtiques sota el comandament de Luci Ver. Comandava una legió, la II Adiutrix. Va ser cònsol els anys 166/167. El seu primer càrrec com a governador va ser a la Germània Inferior i més tard fou enviat a Britànnia al voltant del 175. Si bé la província havia estat pacificada pel seu antecessor, Sext Calpurni Agrícola, als inicis del seu mandat l'emperador Marc Aureli va enviar un contingent de 5.500 homes de cavalleria sàrmata, que donarien origen a la famosa guarnició de Bremetenacum Veteranorum, actualment Ribchester, Lancashire.
El seu successor fou Caerellius Priscus, al voltant del 178.